# Sander Post
Sander Post (Viljandi, 10 september 1984) is een Estisch voetballer die als aanvaller speelt.

## Clubcarrière
Post speelde achtereenvolgens bij FC Elva, JK Tulevik Viljandi, FC Flora Tallinn, Vejle BK (Denemarken ) en weer FC Flora. Opmerkelijk is dat hij tijdens zijn loopbaan aanvankelijk vooral als verdediger opgesteld werd. Na jaren werd Post als experiment in de spits geplaatst. In die positie bleek hij veel te scoren, waarop hij door Andries Ulderink, trainer van Go Ahead Eagles, gescout werd tijdens een thuiswedstrijd van FC Flora in Estland. Hierop werd hij voor het seizoen 2009-2010 gehuurd door de Deventerse club. In Deventer vielen zijn prestaties tegen en kreeg hij nooit een basisplaats.
In 2010 keerde hij terug bij Flora. Van 2011 tot 2013 speelde hij bij Aalesunds FK uit Noorwegen. Hierna keerde hij eerst terug bij Flora en in 2015 bij Tulevik. Eind april 2018 werd Post tevens ad-interim hoofdtrainer bij Tulevik.

## Interlandcarrière
Post speelde twaalf interlands voor Estland. Onder leiding van de Nederlandse bondscoach Jelle Goes maakte hij zijn debuut op 2 december 2004 in de met 5-0 verloren wedstrijd tegen Hongarije om de King's Cup in Thailand, net als Alo Bärengrub (FC Flora Tallinn) en Andrei Sidorenkov (FC Flora Tallinn).
| Interlands van Sander Post voor Estland | Interlands van Sander Post voor Estland | Interlands van Sander Post voor Estland | Interlands van Sander Post voor Estland | Interlands van Sander Post voor Estland | Interlands van Sander Post voor Estland |
| №                                       | Datum                                   | Wedstrijd                               | Uitslag                                 | Competitie                              | Goals                                   |
| Als speler van FC Flora Tallinn         | Als speler van FC Flora Tallinn         | Als speler van FC Flora Tallinn         | Als speler van FC Flora Tallinn         | Als speler van FC Flora Tallinn         | Als speler van FC Flora Tallinn         |
| --------------------------------------- | --------------------------------------- | --------------------------------------- | --------------------------------------- | --------------------------------------- | --------------------------------------- |
| 1                                       | 2 december 2004                         | Hongarije – Estland                     | 5 – 0                                   | King's Cup                              | 0                                       |
| Als speler van Go Ahead Eagles          |                                         |                                         |                                         |                                         |                                         |
| 2                                       | 21 mei 2010                             | Estland – Finland                       | 2 – 0                                   | Vriendschappelijk                       | Goal                                    |
| 3                                       | 26 mei 2010                             | Estland – Kroatië                       | 0 – 0                                   | Vriendschappelijk                       | 0                                       |
| 4                                       | 19 juni 2010                            | Estland – Letland                       | 0 – 0                                   | Baltic Cup                              | 0                                       |
| 5                                       | 20 juni 2010                            | Litouwen – Estland                      | 2 – 0                                   | Baltic Cup                              | 0                                       |
| Als speler van FC Flora Tallinn         |                                         |                                         |                                         |                                         |                                         |
| 6                                       | 11 augustus 2010                        | Estland – Faeröer                       | 2 – 1                                   | EK-kwalificatie                         | 0                                       |
| 7                                       | 7 september 2010                        | Estland – Oezbekistan                   | 3 – 3                                   | Vriendschappelijk                       | 0                                       |
| 8                                       | 17 november 2010                        | Estland – Liechtenstein                 | 1 – 1                                   | Vriendschappelijk                       | 0                                       |
| 9                                       | 18 december 2010                        | China – Estland                         | 3 – 0                                   | Vriendschappelijk                       | 0                                       |
| 10                                      | 22 december 2010                        | Qatar – Estland                         | 2 – 0                                   | Vriendschappelijk                       | 0                                       |

## Erelijst
Aalesunds
- Noorse beker

2011